# Tephritis poenia
Tephritis poenia är en tvåvingeart som först beskrevs av Walker 1849.  Tephritis poenia ingår i släktet Tephritis och familjen borrflugor. Inga underarter finns listade i Catalogue of Life.